# Distrito de Jorge Chávez
El Distrito de Jorge Chávez es uno de los doce que conforman la Provincia de Celendín, ubicada en el Departamento de Cajamarca, bajo la administración del Gobierno regional de Cajamarca, en el norte del Perú.

## Historia
El distrito fue creado mediante Ley del 30 de septiembre de 1862.

## Población
El distrito tiene 2160 habitantes aproximadamente.

## Capital
La capital de este distrito es el poblado de lucmapampa.

## Autoridades

### Municipales
- 2019 - 2022[1]
  - Alcalde: Gustavo Rojas Araujo, de Alianza para el Progreso.
  - Regidores:

  1. Juan Carlos Silva Sánchez (Alianza para el Progreso)
  2. Benilde Araujo Silva (Alianza para el Progreso)
  3. Jhonatan Reynerio Rabanal Ortiz (Alianza para el Progreso)
  4. Teodolinda Zelada Mori (Alianza para el Progreso)
  5. Robert Sánchez Marín (Partido Democrático Somos Perú)

Alcaldes anteriores
- 2011-2014: Santiago Zavaleta Silva, del Movimiento Todos por el Perú (TPEP).
- 2007-2010: Deyner Araujo Chávez.

## Festividades
- Febrero: Carnavales.
- Septiembre: Fiesta Patronal.
- Noviembre: Todos los Santos.